# 성무친정록
《성무친정록》(聖武親征録)은 중세 몽골 제국의 역사서이다. 몽골 제국의 창시자인 칭기즈 칸(원 태조)의 생애에 대해 한문으로 기록한 연대기로, 《원조비사》(元朝秘史), 《집사》(集史) 「칭기즈칸기」, 《원사》(元史)「태조본기」(太祖本紀)와 함께 칭기즈 칸에 대해 연구하는 데 있어 중요한 사료로써 다루어지고 있다. 저자는 알 수 없으나 성립 연대에 대해서는 여러 가지 학설들이 제기되어 있으며, 쿠빌라이 칸(원 세조)의 치세(13세기 후반) 중에 편찬되었다고 보는 견해가 주류를 이루고 있다. 황원성무친정록(皇元聖武親征録)이라고도 한다. 전1권.
표제인 「성무」(聖武)는 쿠빌라이 칸의 치세에 칭기즈칸에게 중국식으로 올린 시호인 「성무황제」(聖武皇帝, 훗날 「법천계운성무황제」法天啓運聖武皇帝라는 시호가 더해졌다)에서 유래하였으며, 전체적으로 「칭기즈 칸(성무 황제)이 몸소 정벌에 나선 전쟁에 대한 이야기」를 의미하는 표제이다.

## 성립
《성무친정록》이 어느 시기에 성립되었는지에 대해서는 전혀 기록이 없고, 몇 가지 방증을 토대로 여러 가지 설이 존재한다. 《성무친정록》의 성립에 대해서 《원사》 권137 찰한전(察罕傳, 차간의 열전)에 「또한 (차간에게) 조를 내려 토브치얀(脱必赤顔)을 (한문으로) 번역하고 《성무개천기》(聖武開天紀)라 이름하였다.」라는 기록에서 《성무개천기》를 《성무친정록》의 원본이 된 서적이거나 또는 《성무친정록》 그 자체라고 보는 설이 있다. 이 설에 근거할 경우 《원사》 찰한전은 《성무개천록》의 성립을 인종(仁宗, 부얀투 칸)의 치세로 보고 있으므로 《성무친정록》의 성립은 적어도 1310년대 이후가 된다.
그러나 연구의 진전에 따라 오늘날에는 《성무친정록》이 거의 쿠빌라이 칸의 치세에 편찬된 서적이라고 보는 방향으로 굳어지고 있다. 이 학설의 가장 중요한 근거는 본서에서 「옹구트부의 주인 아라쿠시 퇴기트 쿠리(王孤部主阿剌忽思的乞火力)」에 대한 주석으로 「지금의 아이부카(愛不花) 부마승상(駙馬丞相) 백달달(白達達)이 바로 이다」(今愛不花駙馬丞相白達達是也)라고 기록하고 있다는 것이다. 이 아이부카(愛不花)는 바로 원사 권제118 아랄올사척길홀리(阿剌兀思剔吉忽里, 아라쿠시 퇴기트 쿠리)의 열전에 아라쿠시의 손자로써 기록되어 있는 「愛不花」가 틀림없고 아이부카(愛不花)의 옹구트부의 주인으로써의 재임 기간은 거의 쿠빌라이 칸의 치세에 한정되어 있으므로 「지금의 옹구트부 주인은 아이부카이다」라고 한 《성무친정록》 또한 쿠빌라이 치세 중에 편찬된 서적으로 여겨지는 것이다. 또한 쿠빌라이 칸의 아버지 톨루이가 《성무친정록》에는 늘 「태상황」(太上皇)으로 표기되어 있다는 점도 「태상황」이 주로 「황제의 아버지」를 의미한다는 점을 감안하면 《성무친정록》이 쿠빌라이 칸의 치세 중에 편찬되었다는 방증인 것이다. 이상으로 미루어 《성무친정록》은 쿠빌라이 칸 치세 중에 편찬된 책으로 인종 치세 중에 편찬된 《성무개천기》와는 별개의 서적이라고 하는 학설이 주류가 되어 있다.
다만 후술하는 바와 같이 《성무친정록》은 《집사》나 《원사》 등의 다른 서적과는 내용상 일치하는 지점이 특이할 정도로 많고, 특히 《집사》와는 동일한 원사료를 가지고 있는 것은 아닐까 생각될 정도이다. 때문에 《성무친정록》은 《성무개천기》와 같이 『토브치얀(또는 이와 비슷한 몽골어 사서)』에서 직접 한문으로 번역한 사서로 여겨지고 있다.

## 내용
그 내용은 칭기즈 칸이 몽골의 각 부족을 통합하고 서쪽을 향해 군사 원정에 나선다는 것으로 칭기즈 칸의 탄생부터 신축년(1241년) 우구데이 칸의 죽음까지의 시간대를 다루고 있다.
《성무친정록》이 가진 가장 큰 특징은, 서방의 훌라구 울루스(일 칸국)에서 편찬되었던 페르시아어 사료인 《집사》「칭기즈칸기」와 내용상 매우 흡사하다는 점이다. 《성무친정록》은 칭기즈 칸의 선조에 대한 기술이 존재하지 않는다는 점을 제외하면 《집사》와 내용 면에서 매우 가까우며, 무엇보다도 중앙아시아 원정 중의 연차가 1년씩 어긋나고 있다는 오류마저도 서로 공유하고 있는 등, 여러 가지 사건의 연차가 완전히 일치하고 있는 것이다.
때문에 《집사》「칭기즈칸기」와 《성무친정록》의 상호 비교를 통해 어느 한쪽의 자료만 가지고는 그 의미를 특정할 수 없는 단어에 대해서 그 바른 의미를 특정할 수 있게 한다. 예를 들면 《집사》에서 「이슬람력 599년에 해당하는 돼지 해(1203년)의 겨울」에 칭기즈 칸이 「확고하고 좋은 야삭을 명했다」라고 기술하고 있는 것에 대해서 《성무친정록》에서는 「선포호령」(宣佈号令)라고 기록하고 있어, 법령(法令) 내지 군령(軍令)이라는 여러 가지 의미를 가진 야삭이라는 번역어 가운데 해당 경우에는 호령(군령)으로 번역하는 것이 올바르다는 것을 알 수 있다. 또한 《집사》「칭기즈칸기」에서 코르라스족의 카라 메르키타이가 도망친 칭기즈 칸에게 주었다고 여겨지는 āīgir-i qālīūn는 몽골어를 페르시아어 발음으로 옮겨 적은 것으로 페르시아어 지식만으로는 이해하는 것이 어려운 단어이지만, 《성무친정록》에서는 「뇌색전마」(獺色全馬)라고 명확하게 기재되어 있어, 다른 사료의 기술을 가지고 보더라도 「특별히 빼어난 털색을 가진  (거세하지 않은) 온전한 말」을 의미하는 단어라는 것을 모두알 수 있다.
이상의 점을 들어서 《집사》「칭기즈칸기」와 《성무친정록》 그리고 아마도 《원사》「태조본기」 역시도 동일한 원사료로부터 제각기 페르시아어와 한어로 번역된 사서일 것이라고 생각해볼 수 있다. 다만 이들 사료의 원전이 된 사료에 대해서는 기록이 적어 여러 가지 학설이 존재하며, 《집사》가 원사료의 하나라고 말하고 있는 《알탄 뎁테르》(Altan Debter, 금책金策)와 《원사》에 실려 있는 《토브치얀》을 동일한 서적으로 보는 학설도 있으나, 알탄 뎁테르는 《성무친정록》 등 세 책과 다른 계통의 서적이라는 설도 존재한다.
한편 《원조비사》는 몽골어로 읽으면 「몽골운 니우챠 톱치얀」(Mongγol-un niγuca tobčiyan)이 되기 때문에 《원조비사》야말로 《원사》에서 언급한 토브치얀이며 《성무친정록》 《집사》 《원사》 등의 사서의 원사료가 되었던 사료는 아닐까 하는 설도 존재하고 있는데, 주로 연대차의 부분에서 《원조비사》는 세 개의 다른 서적과는 아무래도 내용이 차이가 나고 있기 때문에 《원조비사》야말로 《성무친정록》 등 세 서적의 원사료가 된 사료 그 자체라는 설은 수용되지 않는다. 다만 일본의 사학자 요시다 슌이치(吉田順一)는 《원조비사》가 《성무친정록》 등 세 서적과는 전혀 다른 계통의 서적이라는 것은 아니고, 역시 《성무친정록》 등 세 종의 서적과 동일한 원사료(토브치얀?)을 가지고는 있으되 영웅서사시로써의 색채를 강하게 드러내기 위해 몇 가지 에피소드 순서를 바꾸는 등의 편집을 행해서 성립된 것이 《원조비사》라고 보았다.

## 판본과 번역
청말 민국 초기의 학자 왕국유(王国维)가 《설부》(說郛)에 실려 있는 판본을 토대로 《성무친정록교주》(聖武親征錄校注)를 지었고, 일본의 나가 미치요(那珂通世)도 《성무친정록》을 번역하였으며, 폴 펠리오(Paul Pelliot)의 프랑스어 역주본(1951년, 앵비스와 공저)은 뛰어난 주석을 가미하며 이후 《성무친정록》 학술 연구의 하나의 고전이 되었다. 가경안(贾敬颜)은 이들 교주본을 포함한 18종의 판본을 취합해 《성무친정록교본》(聖武親征錄校本)을 저술하고 주석을 붙여 1955년에 출판하였다.

## 참고 자료
- 宇野伸浩「チンギス・カンの大ヤサ再考」『中国史学』12号、2002年
- 小林高四郎『元朝秘史の研究』日本学術振興会、1954年
- 杉山正明『モンゴルが世界史を覆す』日本経済新聞社〈日経ビジネス文庫〉、2006年
- 宮紀子『モンゴル時代の「知」の東西』名古屋大学出版会、2018年
- 森川哲雄『モンゴル年代記』白帝社、2007年
- 吉田順一『モンゴルの歴史と社会』風間書房、2019年